# 福島縣立富岡高等學校

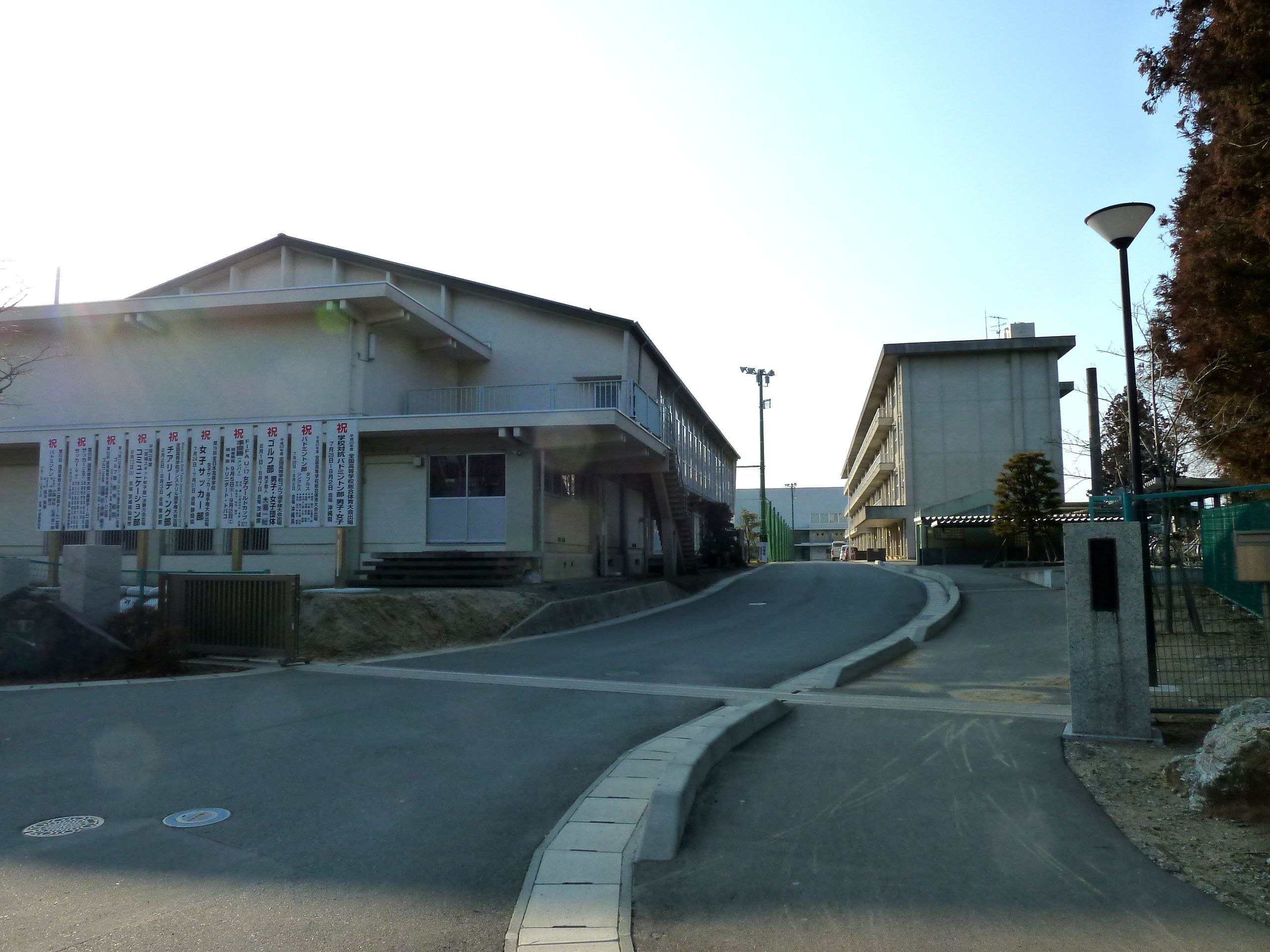
福島縣立富岡高等學校

福島縣立富岡高等學校（日语：／），簡稱富岡高校，是日本福島縣双葉郡富岡町大字小浜字中央的一所縣立高等学校。
該校設立於1950年，至2010年度為止，在川内村設有川内分校。由於福島第一核電廠事故的影響，2015年4月停止招生，2017年3月正式廢校。
富岡高校以足球、羽毛球而聞名，是日本羽球名將桃田賢斗、大堀彩、東野有紗、渡邊勇大等人的母校。

## 概要
富岡高等學校設立於1950年。
2006年，為了與日本足球協會、日本職業足球聯盟、福島縣政府以及東京電力共同出資成立的J-VILLAGE及JFA學園－福島合作，大幅調整学科，將普通科廃止，增加運動科等学科。
另外，為了運動学科等的設置，將校園旁的小山丘削平以增加運動場地的面積，同时也大舉投資建設新体育館。
除了足球以外，該校也專注於培養羽球和高爾夫運動選手。。
由於福島第一核電廠事故的影響，2014年1月被指定為避難指示解除準備区域，全校師生轉往福島縣立福島北高等學校及鄰近學校。。
2015年4月，隨著福島縣立雙葉未來學園高等學校的創校，富岡高校停止招生。2017年3月，正式廢校。

## 設置課程
- 全日制課程
  - 国際及運動科（3班）

至平成17年度（2005年度）入学者，開設普通科2班。

## 著名校友

### 足球
- 山根恵里奈（女子足球選手、現市原千葉JEF聯淑女（日语：ジェフユナイテッド市原・千葉レディース））
- 菅澤優衣香（女子足球選手、現市原千葉JEF聯淑女（日语：ジェフユナイテッド市原・千葉レディース））

### 羽球
- 桃田賢斗 -NTT東日本、日本國家羽球隊
- 大堀彩 - トナミ運輸、日本國家羽球隊
- 保木卓朗 - トナミ運輸、日本國家羽球隊
- 小林優吾 - トナミ運輸、日本國家羽球隊
- 東野有紗 - 日本UNISYS、日本國家羽球隊
- 渡邊勇大 - 日本UNISYS、日本國家羽球隊
- 仁平菜月 -トナミ運輸、日本國家羽球隊

## 交通
- JR常磐線富岡車站下車新常磐交通巴士5分鐘車程

## 外部連結
- 福島県立富岡高等学校 （页面存档备份，存于）